# Odeje
Odeje so avtobiografsko delo v stripu Ameriškega striparja Craiga Thompsona. Govori o tem, kako sta Craig in njegov brat Phil morala spati skupaj v postelji, kako Craiga na šoli tepejo in zafrkavajo, in še najpomembnejša stvar: Craigova punca Raina. Raina ima sestro, in starši so ji posvojili Lauro in Bena, ki duševno zaostajata. Raina proti koncu knjige umre, Craig pa strga vse slike, ki mu jih je dala, Rainini starši pa se preselijo skupaj z Benom, Lauro in njeno sestro Julio.